# Església del Sagrat Cor de Mislata
L'Església del Sagrat Cor és un temple catòlic situat al carrer de Sant Antoni de la població de  Mislata. És Bé de Rellevància Local amb identificador nombre 46.169-9999-000002.
Es tracta d'un temple no parroquial gestionat per les Germanes de la Doctrina Cristiana. Està obert al culte diàriament.